# 香川町会社役員刺殺事件
香川町会社役員刺殺事件 （かがわちょうかいしゃやくいんしさつじけん）とは香川県香川町（現・高松市香川町）で、会社役員男性が見ず知らずの男性に刺殺された殺人事件である。

## 事件概要
2005年（平成17年）12月6日に香川県香川町のショッピングセンター駐車場で、高知市の会社役員男性A（当時28歳）が見ず知らずの男性B（当時36歳）に包丁で胸を刺され出血多量で死亡した。Bは現場近隣のC病院に統合失調症で入院していた。事件当日は外出許可を受けて昼食後に単独で外出したが、許可された2時間を越えた4時間の外出中に事件を起こし、病院に戻っていた。Bは事件の翌日、現場を見ようと病院を出て、現場近くまで来たところで、殺人及び銃刀法違反容疑で逮捕された。逮捕後、2ヶ月の精神鑑定を受け、破瓜型中心の統合失調症と診断された。
刑事裁判の判決が2006年6月23日、高松地裁で言い渡された。判決では、Bの心神耗弱による限定責任能力が認定され、刑期が軽減された上で懲役25年の判決が言い渡された。判決を受けてBは医療刑務所に収監された。

## 民事裁判
刑事裁判の判決が出ると、Aの両親は、B本人に対する民事裁判、およびBが医療を受けていたC病院に対して、病院が男に対する適切な治療や診断、監督上の注意義務を怠ったことが事件につながったとして民事裁判を起こした。
2013年3月27日、高松地裁はBの賠償責任を認めたが、病院側については「犯行前に異常行動の予兆をとらえることは困難」として過失を認めず、C病院に対する損害賠償請求を棄却した。
2016年2月26日、控訴審である高松高裁判決は、第1審と同様に病院への損害賠償請求を棄却した。
2016年8月23日付けで最高裁第三小法廷は遺族の上告を棄却する決定をした。

## 参考資料
1. ↑  『四国新聞』2005年12月7日朝刊21頁「高知の男性刺殺される・現場に凶器の包丁・香川町の駐車場」
2. ↑  『四国新聞』2005年12月8日朝刊25頁「香川町刺殺事件・36歳男性を逮捕・面識なし・場当たり的犯行」
3. ↑  『四国新聞』2005年12月9日朝刊27頁「香川町刺殺事件・予見できなかった・容疑者入院の精神科病院長・治療経過説明・遺族に謝罪」
4. ↑  『四国新聞』2006年6月24日朝刊35頁「香川町会社役員刺殺事件・B被告に懲役25年・高松地裁判決・通り魔的犯行」
5. ↑  『四国新聞』2013年3月28日朝刊25頁「病院の過失は認めず・香川町の男性刺殺事件損賠訴訟・加害者に1.2億円賠償命令・高松地裁判決」
6. ↑  『四国新聞』2016年2月27日朝刊24頁「香川町の男性刺殺・病院側の過失、二審も認めず・高松高裁判決」
7. ↑  『四国新聞』2016年8月26日朝刊23頁「香川町男性刺殺・病院側の責任否定・遺族の上告退ける・最高裁決定」